# Luca Philipp
Luca Dante Philipp (* 28. November 2000 in Stuttgart) ist ein deutscher Fußballtorhüter, der aktuell bei der TSG 1899 Hoffenheim unter Vertrag steht.

## Karriere

### Verein
Philipp wechselte im Juli 2013 von seinem Jugendverein SGV Freiberg in die Nachwuchsabteilung der TSG 1899 Hoffenheim. In Hoffenheim durchlief er alle Jugendabteilungen und wurde in der Saison 2017/18 Meister der A-Junioren Bundesliga Süd/Südwest. In der Saison 2019/20 spielte er erstmals für die zweite Mannschaft der TSG in der Regionalliga Südwest. Daraufhin unterschrieb er im Juli 2020 einen Profivertrag bei der 1. Mannschaft der Hoffenheimer, spielte aber trotzdem weiterhin für die zweite Mannschaft. Im Januar 2022 wurde Philipp der Ersatztorhüter der 1. Mannschaft hinter Oliver Baumann. Dadurch spielte er nur noch selten für die zweite Mannschaft und saß fortan meistens auf der Ersatzbank der Profimannschaft. Am 16. August 2024 spielte Philipp im DFB-Pokal gegen die Würzburger Kickers erstmals für die 1. Mannschaft der Hoffenheimer. Aufgrund eines verletzungsbedingten Ausfalls von Baumann kam Philipp am 26. Januar 2025 beim 2:2 im Heimspiel gegen Eintracht Frankfurt zu seinem Debüt in der Bundesliga.

### Nationalmannschaft
Im August 2021 wurde Philipp erstmals von Trainer Stefan Kuntz in den Kader der deutschen U21-Auswahl einberufen und debütierte daraufhin im September 2021 in der Qualifikation zur U21-Europameisterschaft gegen Lettland für die deutsche Auswahlmannschaft. In den folgenden Wochen stand er noch drei weitere Male in der Startelf der Jugendmannschaft.

## Titel
- Meister der A-Junioren Bundesliga Süd/Südwest: 2018 (TSG 1899 Hoffenheim)

## Familie
Sein jüngerer Bruder Tim Philipp ist ebenfalls Torhüter und spielt aktuell in der zweiten Mannschaft der TSG 1899 Hoffenheim. Im Januar 2025 saßen beide Brüder im Europa-League-Spiel gegen Tottenham Hotspur auf der Ersatzbank.